# Islampur, Basavakalyan
Islampur là một làng thuộc tehsil Basavakalyan, huyện Bidar, bang Karnataka, Ấn Độ.